# 仁愛堂

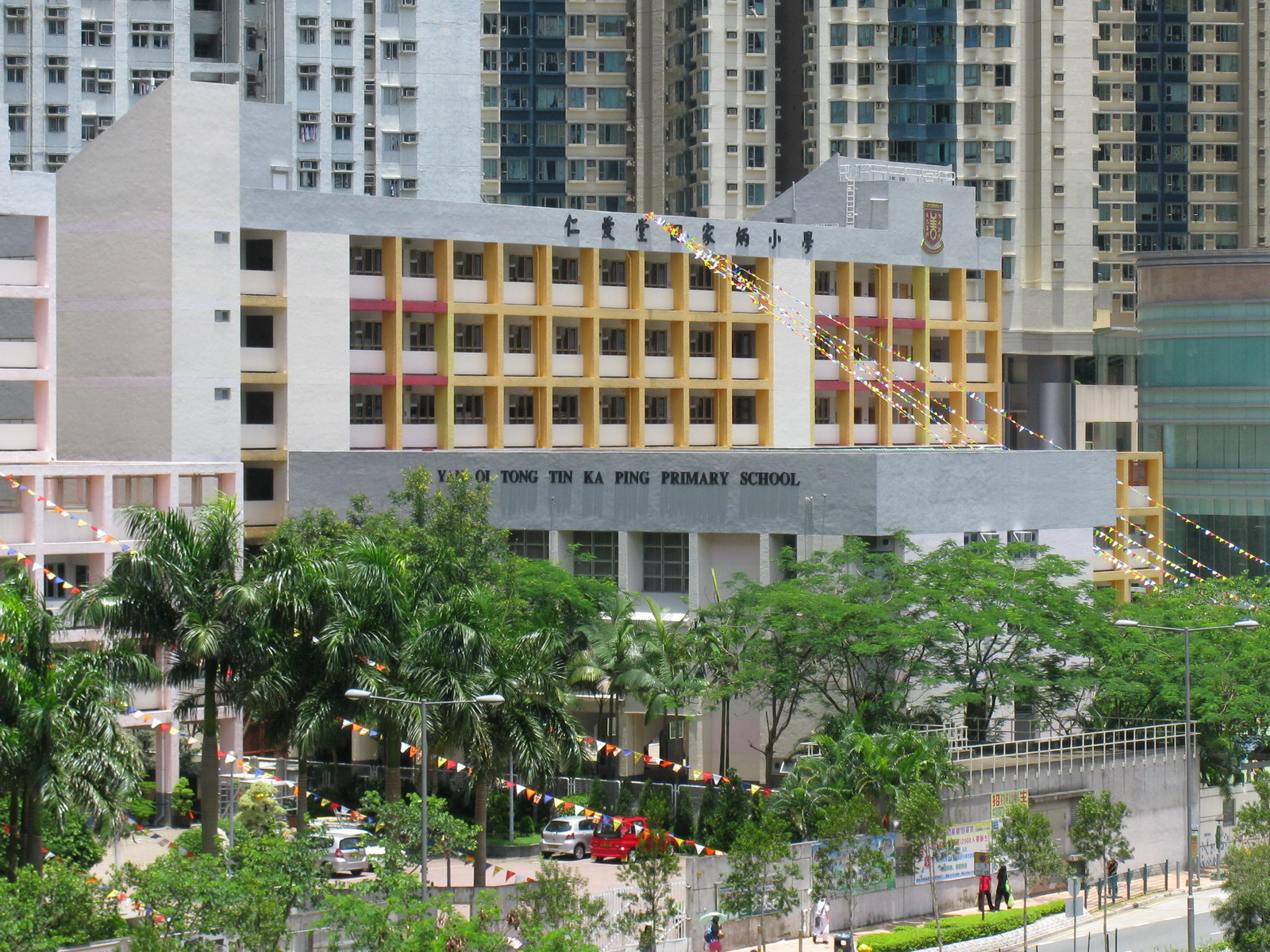
仁愛堂が創立した小学校

仁愛堂（Yan Oi Tong）は香港のNPO組織で、1977年登録の慈善団体である。香港の屯門、元朗、大埔、沙田、荃湾、葵青、将軍澳、銅鑼湾、尖沙咀、西九の地域で教育、医療、保育などの福利サービスを提供する。新界屯門の啓民径に本部の仁愛堂センターがある。